# Giovanni Mirabassi
Giovanni Mirabassi (Perugia, 4 de mayo de 1970) es un pianista italiano de jazz. Tuvo una formación autodidacta escuchando a Bud Powell, Art Tatum, Oscar Peterson y principalmente a Enrico Pieranunzi. A los 17 años, luego de obtener algunas experiencias positivas en su carrera (tocó con Chet Baker en 1987 y con Steve Grossman en 1988), se mudó a París en 1992.

## Carrera profesional
En 1996 grabó su disco debut Dyade - En bonne et due forme junto con Pierre-Stéphane Michel en el contrabajo y Flavio Boltro en la trompeta. Obtuvo el  premio a mejor solista en el Concurso Internacional de Jazz d'Avignon, presidido por Daniel Humair. En el 2011, Giovanni lanzó su primer álbum solista, Avanti!, una colección de canciones sobre la revolución, que había estado pensando durante años. Esta grabación ha significado un hito en su carrera. Comenzó a realizar giras regularmente, junto a un trío o como solista. Se fue volviendo popular, principalmente en Japón.
A fines de 2005, lanzó otro CD, prima poi, como parte de un trío y un cuarteto, bajo el nombre de Minium. Un año después, volvió a grabar otro CD con registros en francés, chanson, Cantopiano, que reunió a sus dos músicos preferidos.

Durante un periodo de 10 años, Mirabassi ha producido una docena de CD y DVD (algunos de conciertos solo en Japón) que han llegado a todo el mundo.

## Discografía
- 1996, Dyade - En bonne et due forme
- 1998, Architectures — Trío con Daniele Mencarelli (bajo) and Louis Moutin (batería)
- 2000,Avanti! — una colección de canciones sobre la revolución.
- 2001, Dal Vivo
- 2002, Giovanni Mirabassi & Andrzej Jagodzinski trio
- 2003, (((air))) — trío con Glenn Ferris y Flavio Boltro.
- 2003, DVD Live at Sunside! — Giovanni Mirabassi, Gildas Boclé and Louis Moutin, grabado el  27 de octubre de 2003 en el Sunset-Sunside.
- 2004, More from Sunside
- 2004, Léo en toute liberté (con Nicolas Reggiani cantando canciones de Léo Ferré)
- 2005, Prima o poi
- 2005, Live@Mokkiri-Ya
- 2005, DVD Live in Japan
- 2006, Lucky Boys
- 2006, Cantopiano — solo al piano, tocando canciones de Claude Nougaro, Agnès Bihl, Serge Lama, Serge Gainsbourg, Jeanne Cherhal,...
- 2007, Artero Brel — Patrick Artero, Giovanni Mirabassi y sus interpretaciones de Jacques Brel.
- 2008, Terra furiosa - Trío con Gianluca Renzi (bajo) y Leon Parker (batería)
- 2011,   Adelante
- 2013,   Viva V.E.R.D.I.
- 2015, Naufragés — con Cyril Mokaiesh.